# Darwin Heuvelman
Darwin Heuvelman (Gouda, 15 september 2000) is een Nederlands voetballer die als verdediger voor Excelsior Maassluis speelt.

## Carrière
Darwin Heuvelman speelde in de jeugd van SV Gouda, Alphense Boys en Sparta Rotterdam. Op 8 september 2018 debuteerde hij voor Jong Sparta Rotterdam in de Tweede divisie, in de met 1-2 verloren thuiswedstrijd tegen Rijnsburgse Boys. In de met 6-2 gewonnen thuiswedstrijd tegen ASWH op 14 december 2020 scoorde hij zijn enige doelpunt voor Jong Sparta. In 2020 vertrok hij transfervrij naar NAC Breda, waar hij voor NAC onder 21 speelt. Hij debuteerde in het eerste elftal van NAC op 26 oktober 2020, in de met 6-0 verloren bekerwedstrijd tegen Go Ahead Eagles. Hij kwam in de 25e minuut als extra verdediger in het veld voor Lewis Fiorini, omdat NAC toen al tegen een 5-0 achterstand aankeek.

### Statistieken
| Seizoen                        | Club                  | Land           | Competitie     | Competitie | Competitie | Beker | Beker | Totaal | Totaal |
| Seizoen                        | Club                  | Land           | Competitie     | Wed.       | Dlp.       | Wed.  | Dlp.  | Wed.   | Dlp.   |
| ------------------------------ | --------------------- | -------------- | -------------- | ---------- | ---------- | ----- | ----- | ------ | ------ |
| 2018/19                        | Jong Sparta Rotterdam | Nederland      | Tweede divisie | 20         | 0          | –     | –     | 20     | 0      |
| 2019/20                        | Jong Sparta Rotterdam | Nederland      | Tweede divisie | 20         | 1          | –     | –     | 20     | 1      |
| 2020/21                        | NAC Breda             | Nederland      | Eerste divisie | 0          | 0          | 1     | 0     | 1      | 0      |
| 2021/22                        | Excelsior Maassluis   | Nederland      | Tweede divisie |            |            |       |       |        |        |
| Carrièretotaal                 | Carrièretotaal        | Carrièretotaal | Carrièretotaal | 40         | 1          | 1     | 0     | 41     | 1      |
| Bijgewerkt op 29 augustus 2021 |                       |                |                |            |            |       |       |        |        |